# 燕國太夫人盧氏
燕国太夫人卢氏（?—?），中国五代十国岐国王李茂贞的母亲，她的丈夫是李茂贞的父亲宋端（李茂贞原名宋文通，被唐朝赐李姓）。李茂贞还有哥哥李茂莊。李茂贞家族的情况主要出自《大唐秦王谥曰忠敬墓志铭》。